# A Tara alteregói epizódjainak listája
Ez a cikk a Tara alteregói című sorozat epizódjait listázza.

## Évados áttekintés
| Évad | Évad | Epizódok | Eredeti sugárzás  | Eredeti sugárzás | Eredeti adó | Magyar sugárzás    | Magyar sugárzás     | Magyar adó |
| Évad | Évad | Epizódok | Évadpremier       | Évadfinálé       | Eredeti adó | Évadpremier        | Évadfinálé          | Magyar adó |
| ---- | ---- | -------- | ----------------- | ---------------- | ----------- | ------------------ | ------------------- | ---------- |
|      | 1    | 12       | 2009. január 18.  | 2009. április 5. | Showtime    | 2009. augusztus 4. | 2009. október 6.    | HBO        |
|      | 2    | 12       | 2010. március 22. | 2010. június 7.  | Showtime    | 2010. május 25.    | 2010. június 29.    | HBO        |
|      | 3    | 12       | 2011. március 28. | 2011. június 20. | Showtime    | 2011. június 14.   | 2011. augusztus 30. | HBO        |

## 1. évad (2009)
| Sor. | Év. | Cím         | Rendező         | Író                       | Premier                                |
| ---- | --- | ----------- | --------------- | ------------------------- | -------------------------------------- |
| 1.   | 1.  | Pilot       | Craig Gillespie | Diablo Cody               | 2009. január 18. 2009. augusztus 4.    |
| 2.   | 2.  | Aftermath   | Craig Gillespie | Diablo Cody               | 2009. január 25. 2009. augusztus 4.    |
| 3.   | 3.  | Work        | Craig Gillespie | Diablo Cody               | 2009. február 1. 2009. augusztus 4.    |
| 4.   | 4.  | Inspiration | Mark Mylod      | Alexa Junge               | 2009. február 8. 2009. augusztus 11.   |
| 5.   | 5.  | Revolution  | Mark Mylod      | Alexa Junge               | 2009. február 15. 2009. augusztus 18.  |
| 6.   | 6.  | Transition  | Brian Dannelly  | Brett Baer és Dave Finkel | 2009. február 22. 2009. augusztus 25.  |
| 7.   | 7.  | Alterations | Tricia Brock    | Diablo Cody               | 2009. március 1. 2009. szeptember 1.   |
| 8.   | 8.  | Abundance   | Brian Dannelly  | Joey Soloway              | 2009. március 8. 2009. szeptember 8.   |
| 9.   | 9.  | Possibility | Tommy O'Haver   | David Iserson             | 2009. március 15. 2009. szeptember 15. |
| 10.  | 10. | Betrayal    | John Dahl       | Christopher Santos        | 2009. március 22. 2009. szeptember 22. |
| 11.  | 11. | Snow        | John Dahl       | Alexa Junge               | 2009. március 29. 2009. szeptember 29. |
| 12.  | 12. | Miracle     | Craig Gillespie | Diablo Cody               | 2009. április 5. 2009. október 6.      |

## 2. évad (2010)
| Sor. | Év. | Cím                             | Rendező         | Író                                | Premier                           | Nézettség   |
| ---- | --- | ------------------------------- | --------------- | ---------------------------------- | --------------------------------- | ----------- |
| 13.  | 1.  | Yes                             | Craig Zisk      | Diablo Cody                        | 2010. március 22. 2010. május 25. | 0,82 millió |
| 14.  | 2.  | Trouble Junction                | Craig Zisk      | Joey Soloway                       | 2010. március 29. 2010. május 25. | 0,51 millió |
| 15.  | 3.  | The Truth Hurts                 | Adam Davidson   | Tracy McMillan                     | 2010. április 5. 2010. június 1.  | 0,41 millió |
| 16.  | 4.  | You Becoming You                | Adam Davidson   | Dave Finkel és Brett Baer          | 2010. április 12. 2010. június 1. | 0,40 millió |
| 17.  | 5.  | Doin' Time                      | Craig Gillespie | Sheila Callaghan                   | 2010. április 19. 2010. június 8. | 0,47 millió |
| 18.  | 6.  | Torando!                        | Craig Gillespie | Craig Wright                       | 2010. április 26. 2010. június 8. | 0,70 millió |
| 19.  | 7.  | Dept. of F'd Up Family Services | Tricia Brock    | Dave Finkel és Brett Baer          | 2010. május 3. 2010. június 15.   | 0,59 millió |
| 20.  | 8.  | Explosive Diorama               | Penny Marshall  | Diablo Cody és Joey Soloway        | 2010. május 10. 2010. június 15.  | 0,56 millió |
| 21.  | 9.  | The Family Portrait             | Jamie Babbit    | Craig Wright                       | 2010. május 17. 2010. június 22.  | 0,56 millió |
| 22.  | 10. | Open House                      | Jamie Babbit    | David Iserson                      | 2010. május 24. 2010. június 22.  | 0,51 millió |
| 23.  | 11. | To Have and to Hold             | Craig Zisk      | Tracy McMillan és Sheila Callaghan | 2010. május 31. 2010. június 29.  | N/A         |
| 24.  | 12. | From This Day Forward           | Craig Zisk      | Diablo Cody és Joey Soloway        | 2010. június 7. 2010. június 29.  | 0,63 millió |

## 3. évad (2011)
| Sor. | Év. | Cím                                                 | Rendező          | Író                               | Premier                              | Nézettség   |
| ---- | --- | --------------------------------------------------- | ---------------- | --------------------------------- | ------------------------------------ | ----------- |
| 25.  | 1.  | ...youwillnotwin...                                 | Craig Zisk       | Diablo Cody                       | 2011. március 28. 2011. június 14.   | 0,41 millió |
| 26.  | 2.  | Crackerjack                                         | Craig Zisk       | Dave Finkel és Brett Baer         | 2011. április 4. 2011. június 21.    | 0,29 millió |
| 27.  | 3.  | The Full Fuck You Finger                            | Craig Zisk       | Rolin Jones                       | 2011. április 11. 2011. június 28.   | 0,41 millió |
| 28.  | 4.  | Wheels                                              | Penny Marshall   | Ron Fitzgerald                    | 2011. április 18. 2011. július 5.    | 0,33 millió |
| 29.  | 5.  | Dr. Hatteras' Miracle Elixir                        | Penny Marshall   | Elizabeth Benjamin                | 2011. április 25. 2011. július 12.   | 0,33 millió |
| 30.  | 6.  | The Road to Hell Is Paved with Breast Intentions    | Jamie Babbit     | David Iserson                     | 2011. május 2. 2011. július 19.      | 0,32 millió |
| 31.  | 7.  | The Electrifying & Magnanimous Return of Beaverlamp | Jamie Babbit     | Sheila Callaghan                  | 2011. május 9. 2011. július 26.      | 0,29 millió |
| 32.  | 8.  | Chicken 'n' Corn                                    | Craig Zisk       | Dave Finkel és Brett Baer         | 2011. május 16. 2011. augusztus 2.   | 0,23 millió |
| 33.  | 9.  | Bryce Will Play                                     | Adam Bernstein   | Rolin Jones                       | 2011. május 23. 2011. augusztus 9.   | 0,31 millió |
| 34.  | 10. | Train Wreck                                         | Bille Eltringham | David Iserson és Sheila Callaghan | 2011. június 6. 2011. augusztus 16.  | 0,33 millió |
| 35.  | 11. | Crunchy Ice                                         | Craig Zisk       | Ron Fitzgerald                    | 2011. június 13. 2011. augusztus 23. | 0,28 millió |
| 36.  | 12. | The Good Parts                                      | Craig Zisk       | Dave Finkel és Brett Baer         | 2011. június 20. 2011. augusztus 30. | 0,38 millió |